# Victoria (gest)

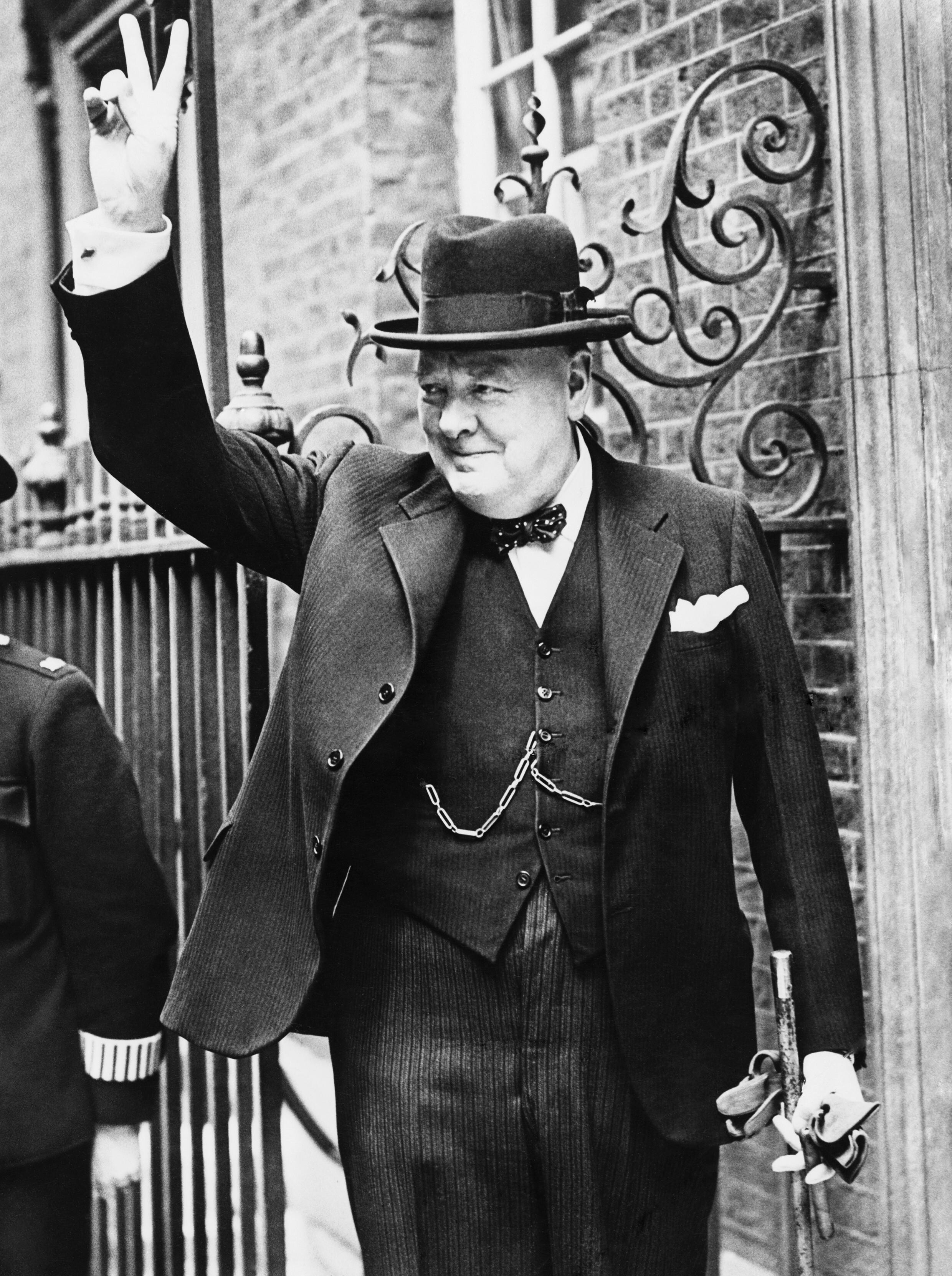
Winston Churchill, premier Wielkiej Brytanii, pokazujący „victorię” w 1943 roku.

Victoria, nazywana też czasem zajączkiem – gest wykonywany poprzez wyprostowanie palca wskazującego i środkowego przy zwiniętym kciuku oraz palcach serdecznym i małym. Podczas II wojny światowej spopularyzował go brytyjski premier Winston Churchill.

## Znaczenia

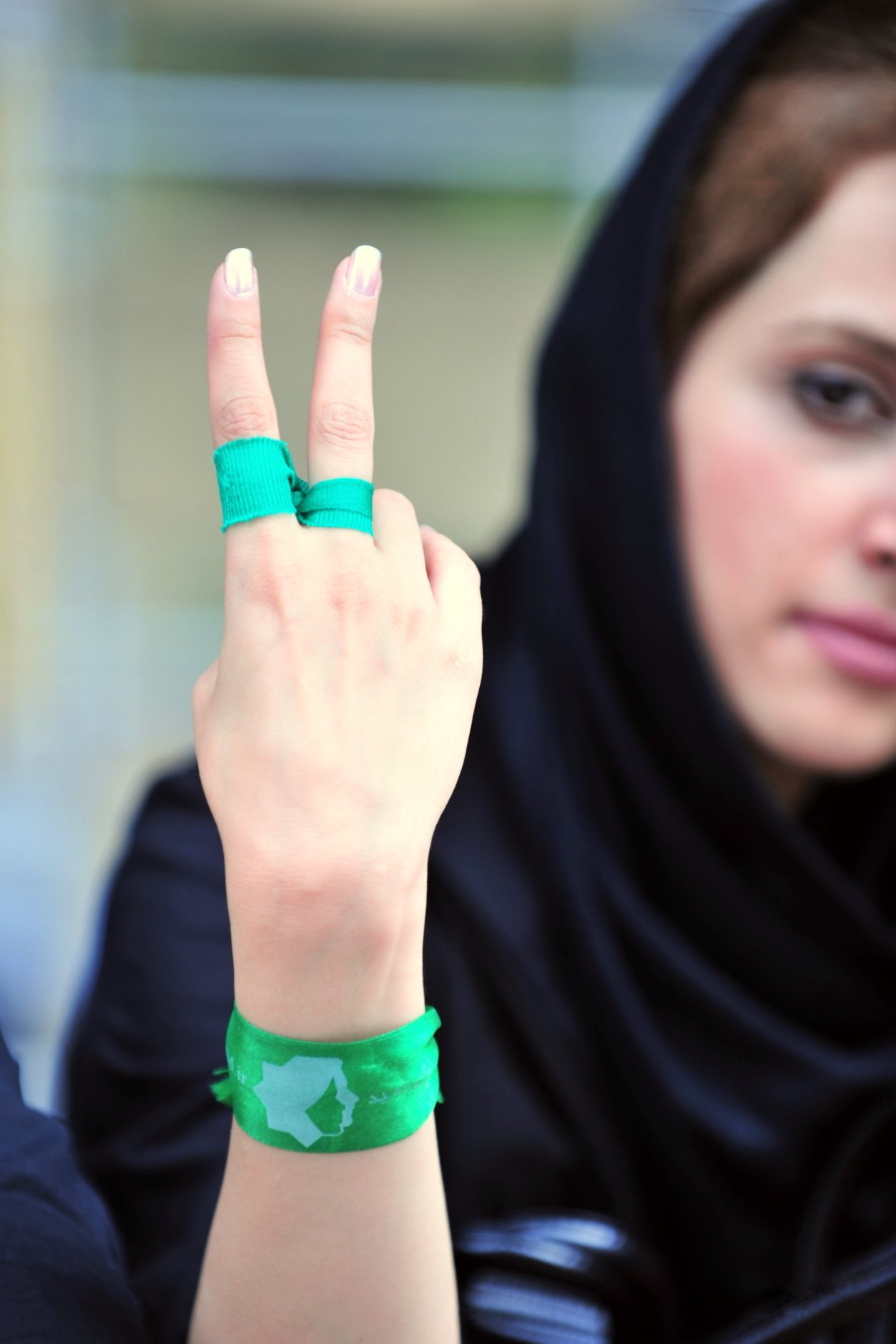
Odwrócona „victoria”.

Gest ten jest symbolem zwycięstwa lub wolności. Jego nazwa pochodzi z języka łacińskiego i oznacza właśnie zwycięstwo. „Victoria” pokazywana odwrotnie, czyli wierzchem dłoni w stronę patrzącego, jest uznawana za gest obraźliwy. Sam Churchill używał niegdyś tego znaku niepoprawnie.